# دنفر ميلس
دنفر ميلس (بالإنجليزية: Denver Mills)‏ هو لاعب كرة قدم أمريكية أمريكي، ولد في 29 أغسطس 1925 في Crockett, Virginia ‏ في الولايات المتحدة، وتوفي في 4 نوفمبر 1997 في ريتشموند في الولايات المتحدة.

## وصلات خارجية
- دنفر ميلس على موقع مرجع كرة القدم المحترفة.كوم (الإنجليزية)